# Црнча (Дервента)
Црнча (серб. Црнча / Crnča) — населенный пункт (деревня) в общине Дервента, который принадлежит энтитету Республике Сербской, Босния и Герцеговина. По результатам югославской переписи населения 1991 года в Црнче проживало 1019 человек.

## География
Црнча находится на юге общины Дервента, на склонах горы Крньин. Граничит с Сочаницей, Осиньей и Еланским, площадь деревни — 24 квадратных километра. Вся территория холмистая с относительно низкими широкими долинами и ручьями. Также много красивых пологих склонов.
Дома в поселке разбросаны по местности. Большое количество жителей ездят на заработки в Австрию и Италию, остальные в основном заняты в сельском хозяйстве и животноводстве. Во времена Югославии Црнча была одной из наименее развитых деревень в общине и по региону в целом. Большинство населения было занято в компании по обслуживанию общественного и железнодорожного транспорта.

## Туризм
С 1992 года ситуация изменилась в связи с инвестициями и поддержкой правительства Республики Сербии. Было построено много дорог, домов и объектов инфраструктуры.
Ремонт также включал усовершенствование энергосистемы. Через деревню построили магистраль Баня-Лука — Добой, хорошая асфальтированная дорога к Дервенте.

## Культура
Жители сами на свои средства построили в деревне храм. Он был освящен в 2007 году, 27 октября — в день святой Параскевы Пятницы — покровительницы Црнчи. У храма есть мемориальная доска в память о павших сербах во время Боснийской войны, в храме на Благовещение проводят по ним панихиды.

## Население
В населении деревни значительно преобладают сербы, доля остальных национальностей очень мала.
| 1961                           | 1971 | 1981 | 1991 | - | - | - |
| ------------------------------ | ---- | ---- | ---- | - | - | - |
| 1045                           | 1165 | 1154 | 1019 | - | - | - |
| Гистограмма динамики населения |      |      |      |   |   |   |

### Национальный состав
1991 год:
- сербы — 1003 человека (98,42 %);
- хорваты — 1 человек (0,09 %);
- югославы — 7 человек (0,68 %);
- мусульмане — 3 человека (0,29 %);
- другие — 5 человек (0,49 %).